# Krefelder Fußball-Club Uerdingen 05 2004-2005
Questa voce raccoglie le informazioni riguardanti il Krefelder Fußball-Club Uerdingen 05 nelle competizioni ufficiali della stagione 2004-2005.

## Stagione
Nella stagione 2004-2005 l'Uerdingen, allenato da Wolfgang Maes, concluse il campionato di Regionalliga nord al 9º posto.

## Rosa
| N. |                        | Ruolo | Calciatore         |
| -- | ---------------------- | ----- | ------------------ |
| 1  | Germania (bandiera)    | P     | Sebastian Selke    |
| 2  | Germania (bandiera)    | C     | Benjamin Baltes    |
| 3  | Germania (bandiera)    | D     | Stephan Paßlack    |
| 4  | Paesi Bassi (bandiera) | D     | Brenny Evers       |
| 5  | Germania (bandiera)    | C     | Jörg Scherbe       |
| 6  | Turchia (bandiera)     | D     | Erdal Eraslan      |
| 7  | Brasile (bandiera)     | C     | Zé Luis            |
| 8  | Germania (bandiera)    | C     | Athanasios Noutsos |
| 9  | Germania (bandiera)    | A     | Dustin Heun        |
| 10 | Germania (bandiera)    | C     | Michael Hopp       |
| 11 | Germania (bandiera)    | A     | Markus Wersching   |
| 12 | Croazia (bandiera)     | P     | Toni Tapalović     |
| 13 | Grecia (bandiera)      | C     | Valandi Anagnostou |

| N. |                           | Ruolo | Calciatore          |
| -- | ------------------------- | ----- | ------------------- |
| 14 | Germania (bandiera)       | C     | Markus Ehrhard      |
| 16 | Turchia (bandiera)        | C     | Mehmet Yesil        |
| 17 | Germania (bandiera)       | C     | Danny Thönes        |
| 19 | Turchia (bandiera)        | D     | Özkan Teke          |
| 20 | Germania (bandiera)       | D     | Michél Kniat        |
| 21 | Germania (bandiera)       | D     | Janosch Dziwior     |
| 22 | Germania (bandiera)       | C     | Manuel Windges      |
| 23 | Bulgaria (bandiera)       | C     | Ilija Gruev         |
| 24 | Italia (bandiera)         | A     | Massimo Cannizzaro  |
| 25 | Germania (bandiera)       | D     | Sebastian Kroth     |
| 25 | Costa d'Avorio (bandiera) | A     | Fabrice Djon        |
| 28 | Turchia (bandiera)        | P     | Tamer Durdagi       |
| 29 | Russia (bandiera)         | P     | Vjatcheslav Sokolov |

## Organigramma societario
Area tecnica
- Allenatore: Wolfgang Maes
- Allenatore in seconda: Dieter Hußmanns, Thomas Nierhoff
- Preparatore dei portieri:
- Preparatori atletici:
- Analisi video:

## Calciomercato

### Sessione estiva
| Acquisti | Acquisti           | Acquisti                 | Acquisti |
| R.       | Nome               | da                       | Modalità |
| -------- | ------------------ | ------------------------ | -------- |
| C        | Valandi Anagnostou | Jahn Ratisbona           |          |
| P        | Tamer Durdagi      | Alemannia Aquisgrana II  |          |
| C        | Markus Ehrhard     | Wattenscheid 09          |          |
| C        | Ilija Gruev        | Duisburg                 |          |
| D        | Michél Kniat       | Alemannia Aquisgrana U19 |          |
| D        | Sebastian Kroth    | Bocholt                  |          |
| C        | Athanasios Noutsos | Alemannia Aquisgrana II  |          |
| D        | Stephan Paßlack    | Norimberga               |          |
| D        | Özkan Teke         | Uerdingen 05 U19         |          |
| C        | Danny Thönes       | Wattenscheid 09          |          |
| C        | Manuel Windges     | Uerdingen 05 U19         |          |
| C        | Mehmet Yesil       | RW Oberhausen II         |          |

| Cessioni | Cessioni             | Cessioni               | Cessioni |
| R.       | Nome                 | a                      | Modalità |
| -------- | -------------------- | ---------------------- | -------- |
| P        | Jonas Agen           | TuRU Düsseldorf        |          |
| A        | Ahmet Cebe           | Schalke 04 II          |          |
| A        | Markus Feldhoff      | Osnabrück              |          |
| C        | Alexander Nouri      | Osnabrück              |          |
| C        | Orhan Özkaya         | Wattenscheid 09        |          |
| A        | Thomas Reichenberger | Osnabrück              |          |
| D        | Elyasa Süme          | Samsunspor             |          |
| D        | Jan Tauer            | Eintracht Braunschweig |          |
| C        | Artur Zimmermann     | Lubecca                |          |

### Sessione invernale
| Acquisti | Acquisti     | Acquisti        | Acquisti |
| R.       | Nome         | da              | Modalità |
| -------- | ------------ | --------------- | -------- |
| C        | Michael Hopp | Rot-Weiß Erfurt |          |

| Cessioni | Cessioni         | Cessioni            | Cessioni |
| R.       | Nome             | a                   | Modalità |
| -------- | ---------------- | ------------------- | -------- |
| A        | Ahmad Sieah      | Bayer Leverkusen II |          |
| C        | Sebastian Clarke | Straelen            |          |

## Risultati

### Regionalliga

#### Girone di andata
| Krefeld 31 luglio 2004, ore 14:00 CEST 1ª giornata | Uerdingen 05 | 0 – 0 referto | Paderborn | Grotenburg Stadion (1 836 spett.)\| Arbitro: \| Schriever \| |
| Arbitro:                                           | Schriever    |               |           |                                                              |

| Arbitro: | Kuhl |

|                                              |           |          |
| Grieneisen 8’ Meyer 18’ Fink 27’ Holsing 70’ | Marcatori | 88’ Heun |

| Arbitro: | Weiner |

|                                                             |           |               |
| Scherbe 16’, 44’ (rig.) Heun 26’, 63’ Thönes 30’ Baltes 56’ | Marcatori | 73’ Steegmann |

| Arbitro: | Steinhaus-Webb |

|  |           |          |
|  | Marcatori | 40’ Heun |

| Krefeld 25 agosto 2004, ore 19:30 CEST 5ª giornata | Uerdingen 05 | 0 – 0 referto | Lubecca | Grotenburg Stadion (2 414 spett.)\| Arbitro: \| Metzen \| |
| Arbitro:                                           | Metzen       |               |         |                                                           |

| Chemnitz 28 agosto 2004, ore 14:00 CEST 6ª giornata | Chemnitz       | 0 – 0 referto | Uerdingen 05 | Stadion an der Gellertstraße (2 400 spett.)\| Arbitro: \| Schempershauwe \| |
| Arbitro:                                            | Schempershauwe |               |              |                                                                             |

| Arbitro: | Joerend |

|                     |           |           |
| Thönes 52’ Heun 58’ | Marcatori | 28’ Heide |

| Arbitro: | Otte |

|            |           |                           |
| Seidel 70’ | Marcatori | 30’ (rig.) Gruev 66’ Heun |

| Arbitro: | Jauch |

|                           |           |                    |
| Gruev 31’ (rig.) Heun 63’ | Marcatori | 13’ Grimm 35’ Kuru |

| Arbitro: | Metzger |

|  |           |                              |
|  | Marcatori | 64’ (rig.) Gruev 90’ Scherbe |

| 2 ottobre 2004 11ª giornata |  | – turno di riposo |  |  |

| Arbitro: | Melms |

|                    |           |            |
| Gruev 17’ Heun 52’ | Marcatori | 8’ Boateng |

| Arbitro: | Schempershauwe |

|             |           |                            |
| Gensler 67’ | Marcatori | 72’ (rig.) Gruev 88’ Sieah |

| Arbitro: | Hagen |

|            |           |  |
| Baltes 60’ | Marcatori |  |

| Arbitro: | Rosenkranz |

|              |           |            |
| Chitsulo 13’ | Marcatori | 72’ Baltes |

| Arbitro: | Hoyzer |

|          |           |                                                           |
| Luis 48’ | Marcatori | 28’ (rig.) Feldhoff 53’ Joppe 61’ Reichenberger 72’ Menga |

| Arbitro: | Fischer |

|                                    |           |  |
| Baich 9’ Bröcker 13’ Kučuković 33’ | Marcatori |  |

| Arbitro: | Otte |

|          |           |  |
| Heun 90’ | Marcatori |  |

| Arbitro: | Kuhl |

|            |           |             |
| Bouzid 16’ | Marcatori | 58’ Ehrhard |

#### Girone di ritorno
| Arbitro: | Frank |

|                                  |           |  |
| Schachten 3’ Löbe 54’ Cartus 71’ | Marcatori |  |

| Arbitro: | Bornhöft |

|                                      |           |  |
| Scherbe 36’ Heun 42’, 75’ Baltes 64’ | Marcatori |  |

| Arbitro: | Grudzinski |

|              |           |  |
| Seggewiß 75’ | Marcatori |  |

| Arbitro: | Steinhaus-Webb |

|          |           |           |
| Hopp 69’ | Marcatori | 78’ Božić |

| Arbitro: | Schriever |

|                               |           |  |
| Bärwolf 25’ Kullig 49’ (rig.) | Marcatori |  |

| Arbitro: | Metzger |

|  |           |                                 |
|  | Marcatori | 5’ Fillinger 61’ Okeke 87’ Lenk |

| Brema 19 marzo 2005, ore 14:00 CET 26ª giornata | Werder Brema II | 0 – 0 referto | Uerdingen 05 | Weserstadion - Platz 11 (250 spett.)\| Arbitro: \| Kasper \| |
| Arbitro:                                        | Kasper          |               |              |                                                              |

| Arbitro: | Anklam |

|          |           |                                    |
| Heun 69’ | Marcatori | 33’ Fiore 54’ Küsters 85’ Neunaber |

| Arbitro: | Fröhlich |

|              |           |  |
| Kuru 8’, 20’ | Marcatori |  |

| Arbitro: | Joerend |

|            |           |  |
| Baltes 50’ | Marcatori |  |

| 9 aprile 2005 30ª giornata |  | – turno di riposo |  |  |

| Arbitro: | Schempershauwe |

|            |           |  |
| Ludwig 25’ | Marcatori |  |

| Arbitro: | Thielert |

|            |           |                  |
| Baltes 50’ | Marcatori | 17’ (aut.) Evers |

| Arbitro: | Otte |

|                                                                       |           |  |
| Boy 15’ (rig.) Molata 45’ Dobrý 47’ Breitenreiter 49’ Tornieporth 85’ | Marcatori |  |

| Arbitro: | Fischer |

|                         |           |                                        |
| Luis 66’ Cannizzaro 70’ | Marcatori | 24’ Federico 37’ Nickenig 56’ Chitsulo |

| Arbitro: | Schößling |

|           |           |                            |
| Joppe 27’ | Marcatori | 8’, 73’ Baltes 55’ Noutsos |

| Arbitro: | Bornhorst |

|                          |           |  |
| Cannizzaro 53’, 66’, 90’ | Marcatori |  |

| Arbitro: | Kuhl |

|                       |           |                    |
| Arifi 20’ Gunesch 58’ | Marcatori | 6’, 22’ Cannizzaro |

| Arbitro: | Otte |

|  |           |                         |
|  | Marcatori | 9’ Hauswald 72’ Prokoph |

## Statistiche

### Statistiche di squadra
| Competizione      | Punti | In casa | In casa | In casa | In casa | In casa | In casa | In trasferta | In trasferta | In trasferta | In trasferta | In trasferta | In trasferta | Totale | Totale | Totale | Totale | Totale | Totale | DR |
| Competizione      | Punti | G       | V       | N       | P       | Gf      | Gs      | G            | V            | N            | P            | Gf           | Gs           | G      | V      | N      | P      | Gf     | Gs     | DR |
| ----------------- | ----- | ------- | ------- | ------- | ------- | ------- | ------- | ------------ | ------------ | ------------ | ------------ | ------------ | ------------ | ------ | ------ | ------ | ------ | ------ | ------ | -- |
| Regionalliga nord | 49    | 18      | 8       | 5       | 5       | 28      | 22      | 18           | 5            | 5            | 8            | 15           | 28           | 36     | 13     | 10     | 13     | 43     | 50     | -7 |
| Totale            | 49    | 18      | 8       | 5       | 5       | 28      | 22      | 18           | 5            | 5            | 8            | 15           | 28           | 36     | 13     | 10     | 13     | 43     | 50     | -7 |

### Andamento in campionato
| Giornata  | 1 | 2  | 3 | 4 | 5 | 6 | 7 | 8 | 9 | 10 | 11 | 12 | 13 | 14 | 15 | 16 | 17 | 18 | 19 | 20 | 21 | 22 | 23 | 24 | 25 | 26 | 27 | 28 | 29 | 30 | 31 | 32 | 33 | 34 | 35 | 36 | 37 | 38 |
| --------- | - | -- | - | - | - | - | - | - | - | -- | -- | -- | -- | -- | -- | -- | -- | -- | -- | -- | -- | -- | -- | -- | -- | -- | -- | -- | -- | -- | -- | -- | -- | -- | -- | -- | -- | -- |
| Luogo     | C | T  | C | T | C | T | C | T | C | T  |    | C  | T  | C  | T  | C  | T  | C  | T  | T  | C  | T  | C  | T  | C  | T  | C  | T  | C  |    | T  | C  | T  | C  | T  | C  | T  | C  |
| Risultato | N | P  | V | V | N | N | V | V | N | V  |    | V  | V  | V  | N  | P  | P  | V  | N  | P  | V  | P  | N  | P  | P  | N  | P  | P  | V  |    | P  | N  | P  | P  | V  | V  | N  | P  |
| Posizione | 9 | 16 | 4 | 3 | 5 | 7 | 5 | 4 | 4 | 4  | 5  | 4  | 1  | 2  | 1  | 3  | 4  | 4  | 4  | 6  | 4  | 5  | 5  | 6  | 7  | 7  | 8  | 8  | 8  | 8  | 8  | 8  | 9  | 10 | 9  | 9  | 8  | 9  |

Legenda:

Luogo: C = Casa; T = Trasferta. Risultato: V = Vittoria; N = Pareggio; P = Sconfitta.

### Statistiche dei giocatori
| V. Anagnostou | 32 | 0  | 12 | 0 |
| B. Baltes     | 32 | 8  | 6  | 0 |
| M. Cannizzaro | 14 | 6  | 2  | 0 |
| S. Clarke     | 3  | 0  | 0  | 0 |
| F. Djon       | 1  | 0  | 0  | 0 |
| T. Durdagi    | 1  | 0  | 0  | 0 |
| J. Dziwior    | 0  | 0  | 0  | 0 |
| M. Ehrhard    | 30 | 1  | 3  | 0 |
| E. Eraslan    | 31 | 0  | 5  | 0 |
| B. Evers      | 34 | 0  | 4  | 0 |
| I. Gruev      | 30 | 5  | 4  | 0 |
| D. Heun       | 34 | 12 | 3  | 1 |
| M. Hopp       | 2  | 1  | 0  | 0 |
| M. Kniat      | 28 | 0  | 2  | 0 |
| S. Kroth      | 0  | 0  | 0  | 0 |
| Z. Luis       | 30 | 2  | 4  | 1 |
| A. Noutsos    | 19 | 1  | 2  | 0 |
| S. Paßlack    | 16 | 0  | 6  | 1 |
| J. Scherbe    | 34 | 4  | 2  | 0 |
| S. Selke      | 1  | 0  | 0  | 0 |
| A. Sieah      | 11 | 1  | 0  | 0 |
| V. Sokolov    | 25 | 0  | 0  | 0 |
| T. Tapalović  | 13 | 0  | 0  | 0 |
| Ö. Teke       | 0  | 0  | 0  | 0 |
| D. Thönes     | 25 | 2  | 1  | 0 |
| M. Wersching  | 18 | 0  | 3  | 0 |
| M. Windges    | 1  | 0  | 0  | 0 |
| M. Yesil      | 9  | 0  | 1  | 0 |